# Convento de Santo Domingo (Fiesole)
El convento de Santo Domingo en la localidad de Santo Domingo (Fiesole) es un cenobio dominico fundado en el 1406 y terminado de construir en el 1435.

## Antecedentes históricos
Situado a medio camino entre Fiesole y Florencia, el Convento fue fundado a iniciativa de Giovanni Dominici y del obispo de Fiesole Jacopo Altoviti, ambos frailes de Santa Maria Novella.

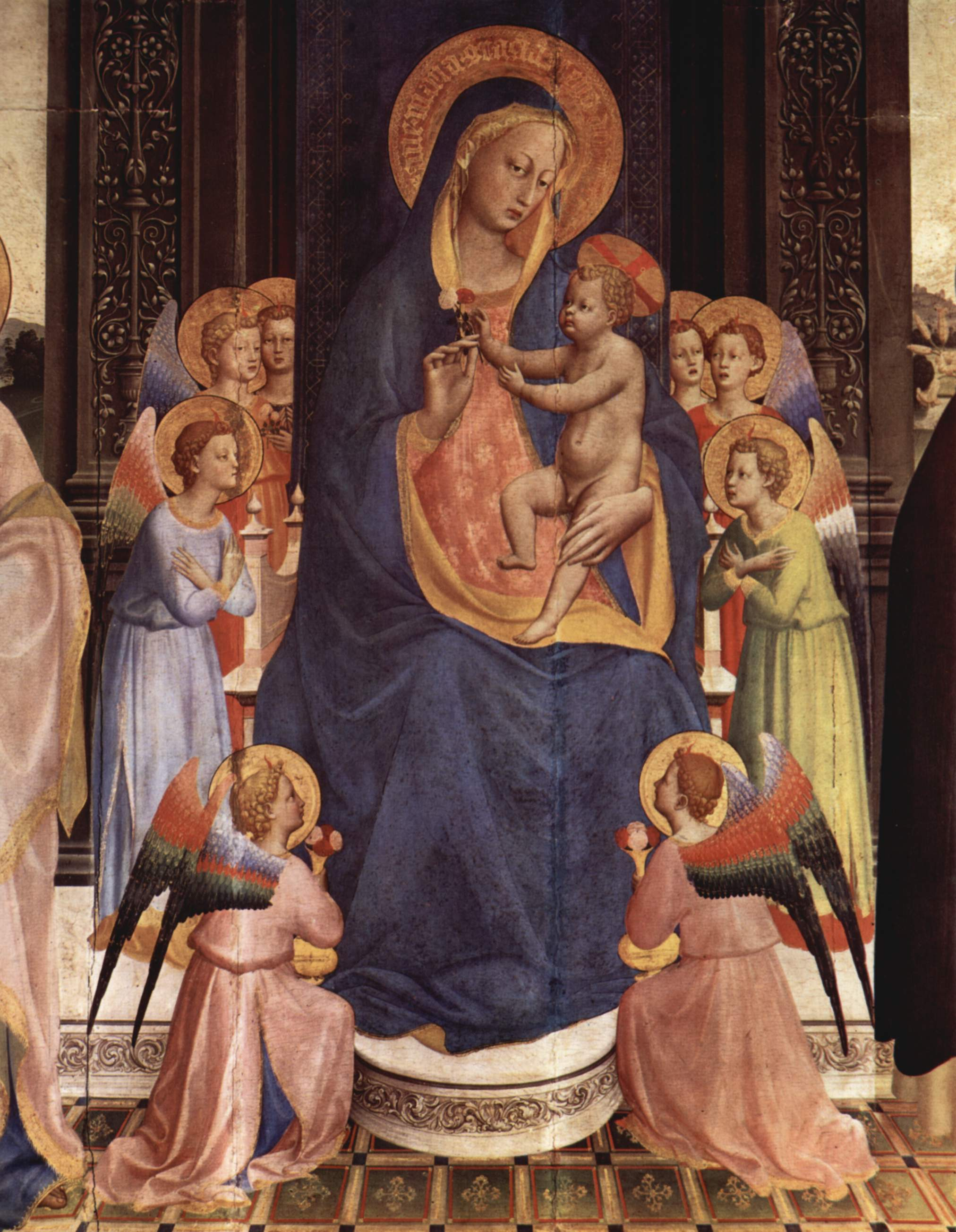
Maestà de Fra Angélico

Fue, por lo tanto, el segundo convento dominico establecido en el área florentina, antes de la edificación del convento de San Marco en Florencia, a donde se trasladaron los frailes hacia la mitad del siglo XV.
Conocido también como "il Conventino" (por oposición a la grandeza de Santa María Novella), fue un importante centro de formación para los frailes jóvenes, el más importante de los cuales sería Antonino de Florencia (Antonino Pierozzi), que más tarde se convertiría en arzobispo de Florencia y en santo.
En el Convento vivió también Fra Angélico, quien pintó el retablo del altar mayor de la iglesia, hoy en la primera capilla de la izquierda, y otras dos pinturas que acabaron en museos extranjeros durante la época napoleónica (una en el Louvre y otra en el Prado). De Fra Angélico quedan aún dos frescos, mientras que otro fresco representando una gran Crucifixión fue arrancada y se encuentra hoy en el Hermitage.
El pórtico delantero, de Matteo Nigetti, fue financiado por la familia Medici Neofiti, una familia de judíos conversos protegida por los Médici y a quienes se les concedió un emblema idéntico.
Arnold Böcklin pasó los últimos años de su vida en las proximidades del monasterio.

## La iglesia

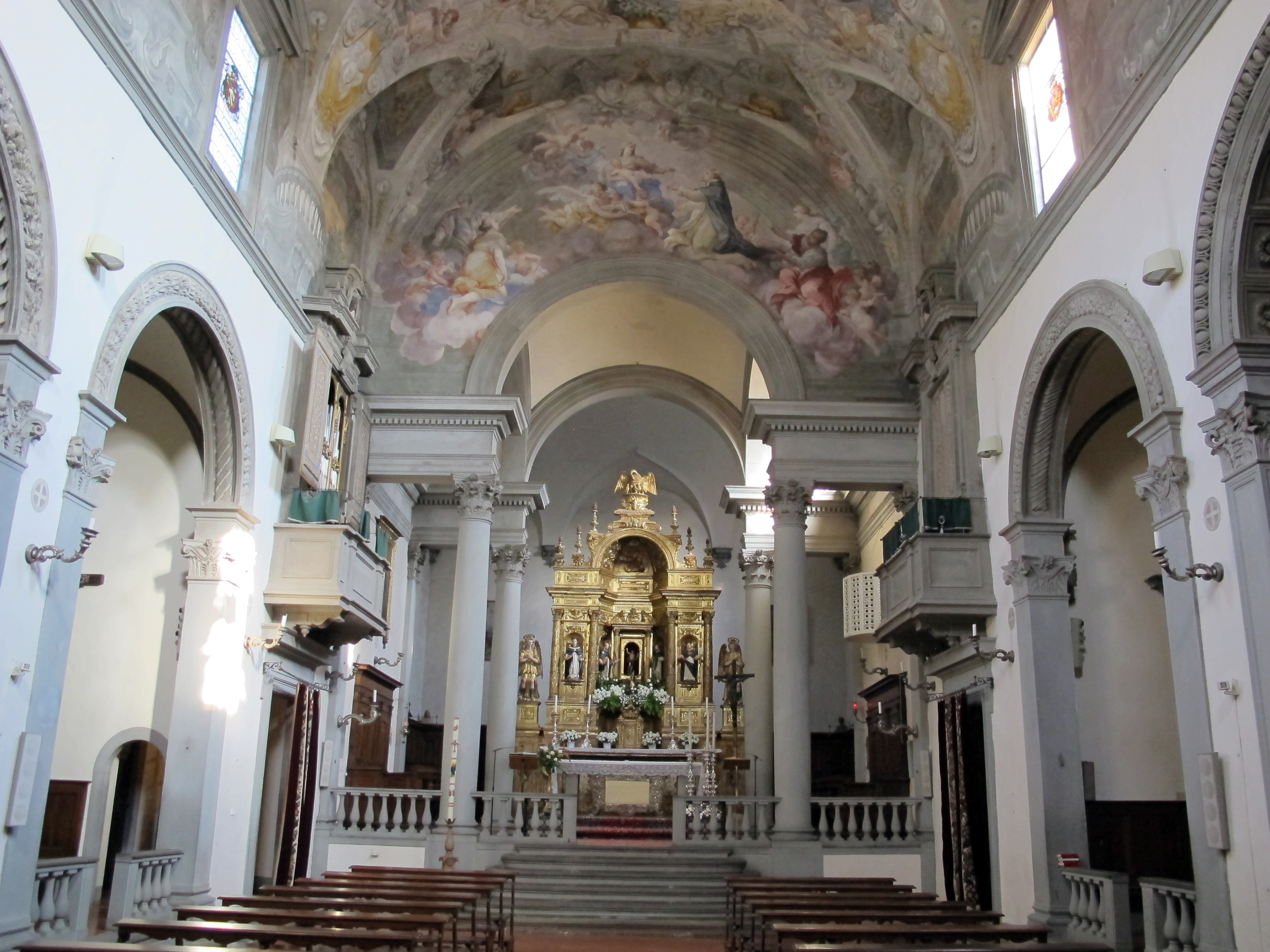
Interior

El campanario y el pórtico son de 1635, sobre proyecto de Matteo Nigetti.
El interior es una nave única con capillas laterales.
Entre las obras más significativas, se encuentran las de Fra Angélico: la Virgen con el Niño y los santos Tomás de Aquino, Bernabé, Domingo y Pedro mártir (1425); el fresco del Crocifisso en el convento (ca. 1430); el fresco con la Virgen con el Niño y su respectiva sinopia.
Además, el Bautizo de Cristo de Lorenzo di Credi; la Adoración de los Magos de Giovanni Antonio Sogliani; un Crocifisso de madera de Antonio da Sangallo el Viejo (ca. 1530); y un cuadro con Savonarola y dos compañeros que señalan Florencia a Cristo y a la Virgen, atribuido a Zanobi Poggini.

## Obras que estuvieron en el Convento

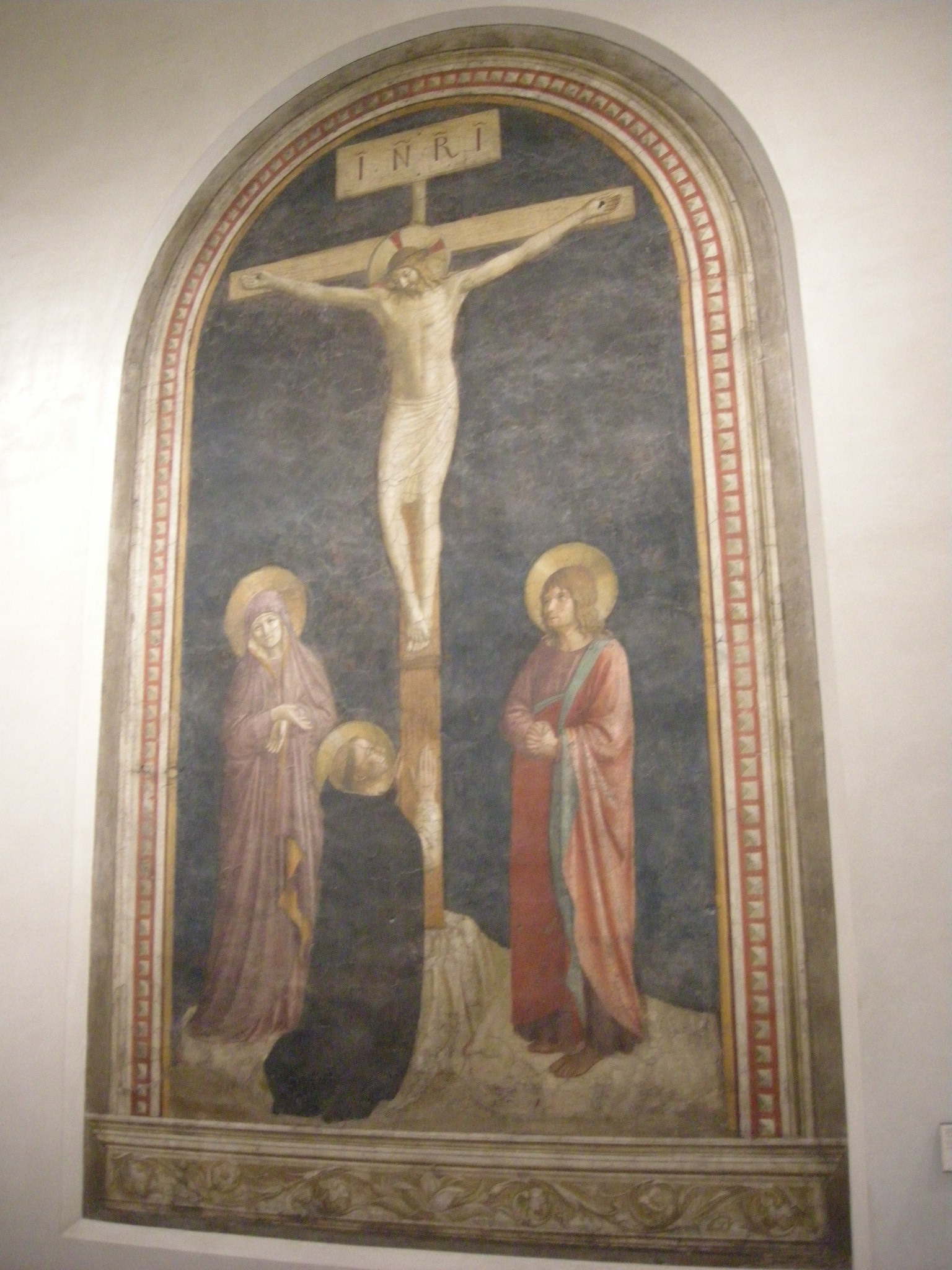
La Crucifixión con santo Domingo en el Louvre

- Fra Angélico, del Retablo de Fiesole: 
  - predella en cinco paneles sobre el tema de la Resurrección, con aproximadamente 300 figuras y 24 dominicos sobre los paneles exteriores (pintados probablemente con la ayuda del hermano Benedetto), hoy en la National Gallery de Londres.
  - Santos de los paneles laterales: San Marcos y San Mateo en el Museo Condé, San Nicolás y San Miguel Arcángel en la colección Hawkins-Jones de Sheffield y otros cuatro desaparecidos.
  - Dos cuadrilóbulos del cimacio, el Ángel anunciador  y la Virgen anunciada, están en la colección de Viena, un tercero está desaparecido.
- Fra Angélico, Crucifixión con los dolientes y santo Domingo, del refectorio, Museo del Louvre, París
- Fra Angélico, Anunciación, Museo del Prado,
- Fra Angélico, Coronación de la Virgen, Museo del Louvre,
- Fra Angélico, Virgen de la bendición (fresco, cuya sinopia fue pasada a lienzo y se expone en el Capítulo del Convento)
- Fra Angélico, Virgen con el Niño entre los santos Domingo y Tomás de Aquino, fresco, Museo del Herrmitage, San Petersburgo
- Perugino, Virgen con el Niño en trono entre los santos Juan Bautista y Sebastián, en la Galería Uffizi.